# إيفان تيمنيكوف
إيفان تيمنيكوف (الروسية: Темников, Иван Викторович) (28 يناير 1989 ببراتسك في روسيا - ) هو لاعب كرة قدم روسي في مركزي الوسط والدفاع. شارك مع منتخب روسيا تحت 21 سنة لكرة القدم ومنتخب روسيا الثاني لكرة القدم. أما مع النوادي، فقد لعب مع توم تومسك وتيريك غروزني ودينامو موسكو وروبين كازان ودينامو بريانسك ونادي ساتورن رامنسكوي ونادي أورال يكاترينبورغ.

## وصلات خارجية
- إيفان تيمنيكوف على موقع قاعدة بيانات كرة القدم.إي يو (الإنجليزية)
- إيفان تيمنيكوف على موقع Soccerway.com (الإنجليزية)
- إيفان تيمنيكوف على موقع عالم كرة القدم.نت (الإنجليزية)